# Mordellistena petaini
Mordellistena petaini es una especie de coleóptero de la familia Mordellidae. Suelen medir de 2 a 4 mm.
Se alimentan principalmente de plantas y algunos árboles.

## Distribución geográfica
Habita en Tonkín (Vietnam).